# Fuel for the Fire
Fuel for the Fire - debiutancki album studyjny fińskiego wokalisty Ariego Koivunena. Wydawnictwo ukazało się 30 maja 2007 roku nakładem wytwórni muzycznej Epic Records/Sony BMG. Album został zarejestrowany i zmiksowany w Sonic Pump Studios w Helsinkach w Finlandii. Mastering odbył się w Chartmakers Studio. 
Na płycie znalazły się piosenki, które napisali m.in. Marco Hietala, znany z występów w zespole Nightwish, Jarkko Ahola członek grupy Northern Kings, Timo Tolkki, wówczas gitarzysta zespołu Stratovarius oraz Tony Kakko lider formacji Sonata Arctica.
Nagrania dotarły do 1. miejsca fińskiej listy przebojów - Suomen virallinen lista. Album uzyskał status dwukrotnie platynowej płyty sprzedając się w nakładzie niespełna 70 tys. egzemplarzy. Materiał był promowany teledyskami do utworów "Hear My Call" i "Angels Are Calling".

## Lista utworów
Opracowano na podstawie materiału źródłowego.
| CD 1 | CD 1                    | CD 1                         | CD 1                                | CD 1    |
| Nr   | Tytuł utworu            | Słowa                        | Muzyka                              | Długość |
| ---- | ----------------------- | ---------------------------- | ----------------------------------- | ------- |
| 1.   | „God Of War”            | Kimmo Blom                   | Tuomas Heikkinen                    | 3:58    |
| 2.   | „Hear My Call”          | Nino Laurenne, Pasi Heikkilä | Nino Laurenne, Pasi Heikkilä        | 4:24    |
| 3.   | „Fuel For The Fire”     | Janne Joutsenniemi           | Janne Joutsenniemi                  | 3:54    |
| 4.   | „Don't Try To Break Me” | Maija Kalaoja                | Pasi Heikkilä                       | 4:17    |
| 5.   | „Angels Are Calling”    | Timo Tolkki                  | Timo Tolkki                         | 5:09    |
| 6.   | „I Fly”                 | Nino Laurenne                | Nino Laurenne                       | 5:03    |
| 7.   | „Our Beast”             | Marco Hietala                | Marco Hietala                       | 5:19    |
| 8.   | „Losing My Insanity”    | Tony Kakko                   | Tony Kakko                          | 3:47    |
| 9.   | „Stay True”             | Jarkko Ahola                 | Jarkko Ahola                        | 4:27    |
| 10.  | „Stormwind”             | Kyösti Salokorpi             | Pessi Levanto                       | 5:23    |
| 11.  | „Heartstealer”          | Kimmo Blom, Tuomas Heikkinen | Tuomas Heikkinen                    | 3:24    |
| 12.  | „Hetki Lyö”             | Pertti Reponen               | Jonathan Stroll, Richard Goettehrer | 3:24    |
|      |                         |                              |                                     | 52:29   |

| CD 2 | CD 2                                   | CD 2                                          | CD 2                                          | CD 2    |
| Nr   | Tytuł utworu                           | Słowa                                         | Muzyka                                        | Długość |
| ---- | -------------------------------------- | --------------------------------------------- | --------------------------------------------- | ------- |
| 1.   | „Piano Man”                            | Billy Joel                                    | Billy Joel                                    | 3:38    |
| 2.   | „On The Top Of The World (Radio Edit)” | Jörgen Elofsson, Maki Kolehmainen, Tracy Lipp | Jörgen Elofsson, Maki Kolehmainen, Tracy Lipp | 4:41    |
|      |                                        |                                               |                                               | 8:19    |

| Edycja japońska | Edycja japońska                        | Edycja japońska                               | Edycja japońska                               | Edycja japońska |
| Nr              | Tytuł utworu                           | Słowa                                         | Muzyka                                        | Długość         |
| --------------- | -------------------------------------- | --------------------------------------------- | --------------------------------------------- | --------------- |
| 1.              | „God Of War”                           | Kimmo Blom                                    | Tuomas Heikkinen                              | 3:58            |
| 2.              | „Hear My Call”                         | Nino Laurenne, Pasi Heikkilä                  | Nino Laurenne, Pasi Heikkilä                  | 4:24            |
| 3.              | „Fuel For The Fire”                    | Janne Joutsenniemi                            | Janne Joutsenniemi                            | 3:54            |
| 4.              | „Don't Try To Break Me”                | Maija Kalaoja                                 | Pasi Heikkilä                                 | 4:17            |
| 5.              | „Angels Are Calling”                   | Timo Tolkki                                   | Timo Tolkki                                   | 5:09            |
| 6.              | „I Fly”                                | Nino Laurenne                                 | Nino Laurenne                                 | 5:03            |
| 7.              | „Our Beast”                            | Marco Hietala                                 | Marco Hietala                                 | 5:19            |
| 8.              | „Losing My Insanity”                   | Tony Kakko                                    | Tony Kakko                                    | 3:47            |
| 9.              | „Stay True”                            | Jarkko Ahola                                  | Jarkko Ahola                                  | 4:27            |
| 10.             | „Stormwind”                            | Kyösti Salokorpi                              | Pessi Levanto                                 | 5:23            |
| 11.             | „Heartstealer”                         | Kimmo Blom, Tuomas Heikkinen                  | Tuomas Heikkinen                              | 3:24            |
| 12.             | „Hetki Lyö”                            | Pertti Reponen                                | Jonathan Stroll, Richard Goettehrer           | 3:24            |
| 13.             | „Piano Man”                            | Billy Joel                                    | Billy Joel                                    | 3:38            |
| 14.             | „On The Top Of The World (Radio Edit)” | Jörgen Elofsson, Maki Kolehmainen, Tracy Lipp | Jörgen Elofsson, Maki Kolehmainen, Tracy Lipp | 4:41            |
| 15.             | „Don't Try To Break Me (Live)”         | Maija Kalaoja                                 | Maija Kalaoja                                 | 4:23            |
| 16.             | „Angels Are Calling (Live)”            | Timo Tolkki                                   | Timo Tolkki                                   | 5:32            |
|                 |                                        |                                               |                                               | 1:10:43         |

| Reedycja 2007 - CD | Reedycja 2007 - CD                         | Reedycja 2007 - CD           | Reedycja 2007 - CD                  | Reedycja 2007 - CD |
| Nr                 | Tytuł utworu                               | Słowa                        | Muzyka                              | Długość            |
| ------------------ | ------------------------------------------ | ---------------------------- | ----------------------------------- | ------------------ |
| 1.                 | „God Of War”                               | Kimmo Blom                   | Tuomas Heikkinen                    | 3:58               |
| 2.                 | „Hear My Call”                             | Nino Laurenne, Pasi Heikkilä | Nino Laurenne, Pasi Heikkilä        | 4:24               |
| 3.                 | „Fuel For The Fire”                        | Janne Joutsenniemi           | Janne Joutsenniemi                  | 3:54               |
| 4.                 | „Don't Try To Break Me”                    | Maija Kalaoja                | Pasi Heikkilä                       | 4:17               |
| 5.                 | „Angels Are Calling”                       | Timo Tolkki                  | Timo Tolkki                         | 5:09               |
| 6.                 | „I Fly”                                    | Nino Laurenne                | Nino Laurenne                       | 5:03               |
| 7.                 | „Our Beast”                                | Marco Hietala                | Marco Hietala                       | 5:19               |
| 8.                 | „Losing My Insanity”                       | Tony Kakko                   | Tony Kakko                          | 3:47               |
| 9.                 | „Stay True”                                | Jarkko Ahola                 | Jarkko Ahola                        | 4:27               |
| 10.                | „Stormwind”                                | Kyösti Salokorpi             | Pessi Levanto                       | 5:23               |
| 11.                | „Heartstealer”                             | Kimmo Blom, Tuomas Heikkinen | Tuomas Heikkinen                    | 3:24               |
| 12.                | „Hetki Lyö”                                | Pertti Reponen               | Jonathan Stroll, Richard Goettehrer | 3:24               |
| 13.                | „Hetki Lyö (Beat The Clock)”               | Pertti Reponen               | Jonathan Stroll, Richard Goettehrer | 3:24               |
| 14.                | „Angels Are Calling (Acoustic Radio Edit)” | Timo Tolkki                  | Timo Tolkki                         | 4:33               |
| 15.                | „Hear My Call (Acoustic Radio Edit)”       | Nino Laurenne, Pasi Heikkilä | Nino Laurenne, Pasi Heikkilä        | 4:39               |
|                    |                                            |                              |                                     | 1:05:05            |

| Reedycja 2007 - Bonus DVD | Reedycja 2007 - Bonus DVD    | Reedycja 2007 - Bonus DVD |
| Nr                        | Tytuł utworu                 | Długość                   |
| ------------------------- | ---------------------------- | ------------------------- |
| 1.                        | „Hear My Call (Music Video)” |                           |
| 2.                        | „Feature Film”               |                           |

## Twórcy
Opracowano na podstawie materiału źródłowego.
| - Ari Koivunen - wokal prowadzący - Kimmo Blom - wokal wspierający - Pasi Rantanen - wokal wspierający - Pekka Heino - wokal wspierający - Janne Wirman - instrumenty klawiszowe - Pasi Heikkilä - aranżacje, gitara basowa, produkcja muzyczna - Nino Laurenne - aranżacje, gitara rytmiczna, produkcja muzyczna - Mikko Kosonen - gitara rytmiczna, gitara prowadząca - Tuomas Wäinölä - gitara rytmiczna, gitara prowadząca - Mikko Kaakkuriniemi - perkusja - Mirka Rantanen - perkusja |  | - Svante Forsbäck - mastering - Jesse Vainio - miksowanie - Pessi Levanto - aranżacje, instrumenty klawiszowe - Joel Melasniemi - aranżacje - Petri Eklund - producent wykonawczy - Aksu Hanttu - edycja cyfrowa - Ossi Tuomela - edycja cyfrowa - Timo Kurvi - konsultacje językowe - Ville Juurikkala - zdjęcia - Karkar - oprawa graficzna |